# Viadotto dei Parchi
Il viadotto dei Parchi è un viadotto della tangenziale est di Milano. Prende nome dal parco Forlanini e dal parco Lambro, posti nelle sue immediate vicinanze.

## Storia
Il viadotto venne costruito nel 1973 su progetto di Silvano Zorzi.
Strutturalmente, il viadotto dei Parchi costituì un'evoluzione del cavalcavia Monte Ceneri-Serra, progettato dallo stesso Zorzi un decennio prima.
Negli anni novanta il viadotto venne ampliato per allargare le carreggiate a tre corsie di marcia più corsia d'emergenza.

## Caratteristiche
Il viadotto, lungo circa 3 km, ha origine poco a nord dello svincolo di viale Forlanini. Scavalca diverse strade urbane, la ferrovia per Venezia, il fiume Lambro e il parco della Lambretta, sorto sull'ex area industriale Innocenti; sul viadotto sono presenti gli svincoli di via Rubattino e di Lambrate/Segrate.
Si compone di due opere indipendenti, una per ogni carreggiata, costituite da 245 campate in calcestruzzo armato precompresso sostenute in origine da pile ottagonali poste in asse alle carreggiate; con l'ampliamento degli anni novanta il numero delle pile venne raddoppiato, aggiungendone due file sul lato interno.
Le campate furono costruite grazie a centine mobili autovaranti, che non necessitavano di appoggi intermedi al suolo; il tempo di costruzione fu pari a una campata per settimana.